# Porsche Cayenne
Porsche Cayenne — середньорозмірний автомобіль класу SUV з люксовим обладнанням німецького автоконцерну Porsche AG. Виробництво першого покоління (Type 955/9PA) розпочалося в 2003 році у Північній Америці. З 2014 року Cayenne виробляється на заводі концерну Volkswagen в Братиславі (Словаччина) разом з кузовами для VW Touareg, Bentley Bentayga та Audi Q7.

## Перше покоління 9PA (2003—2010)

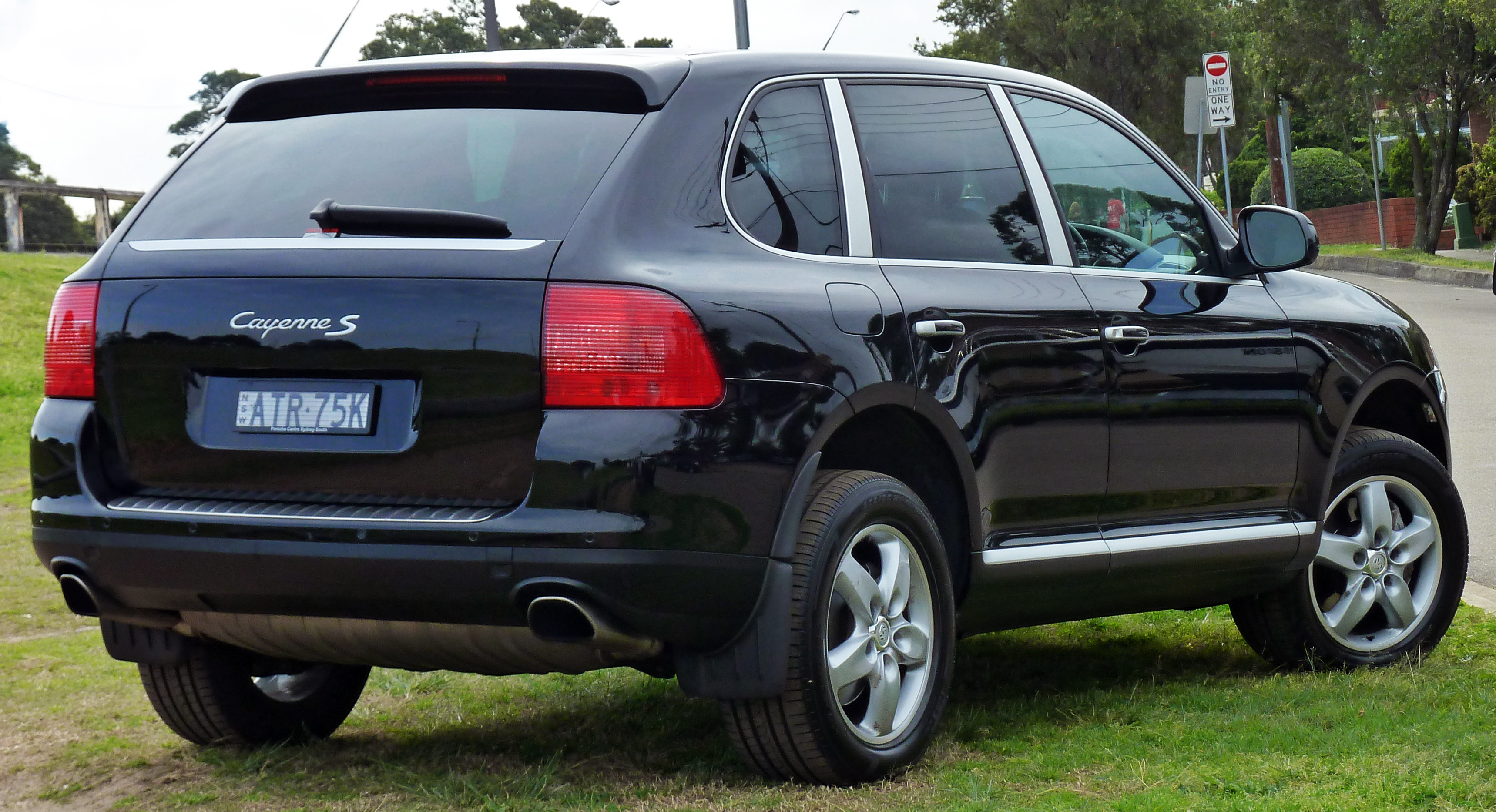
Porsche Cayenne S (2003—2007)

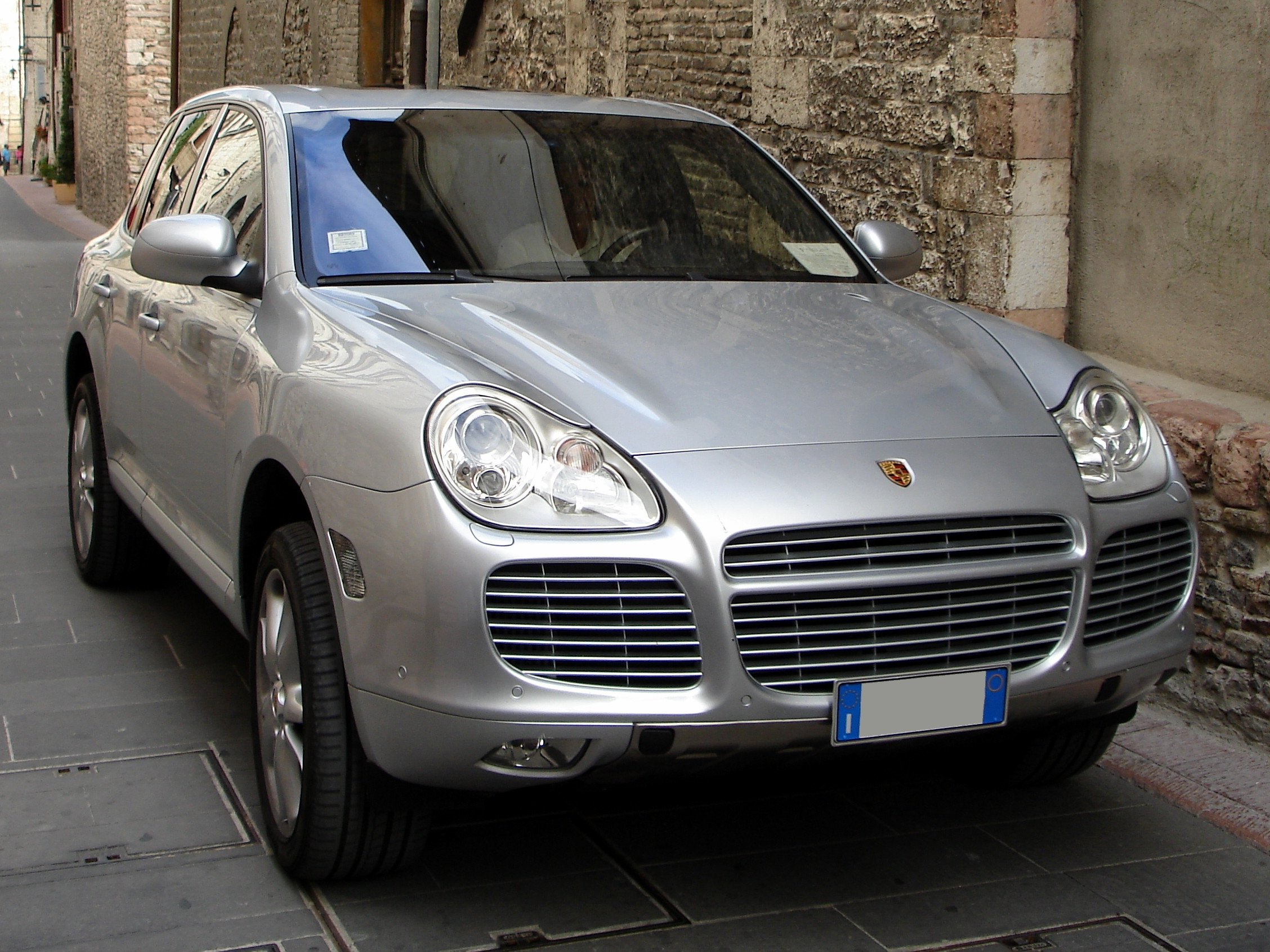
Porsche Cayenne Turbo (2003—2007)

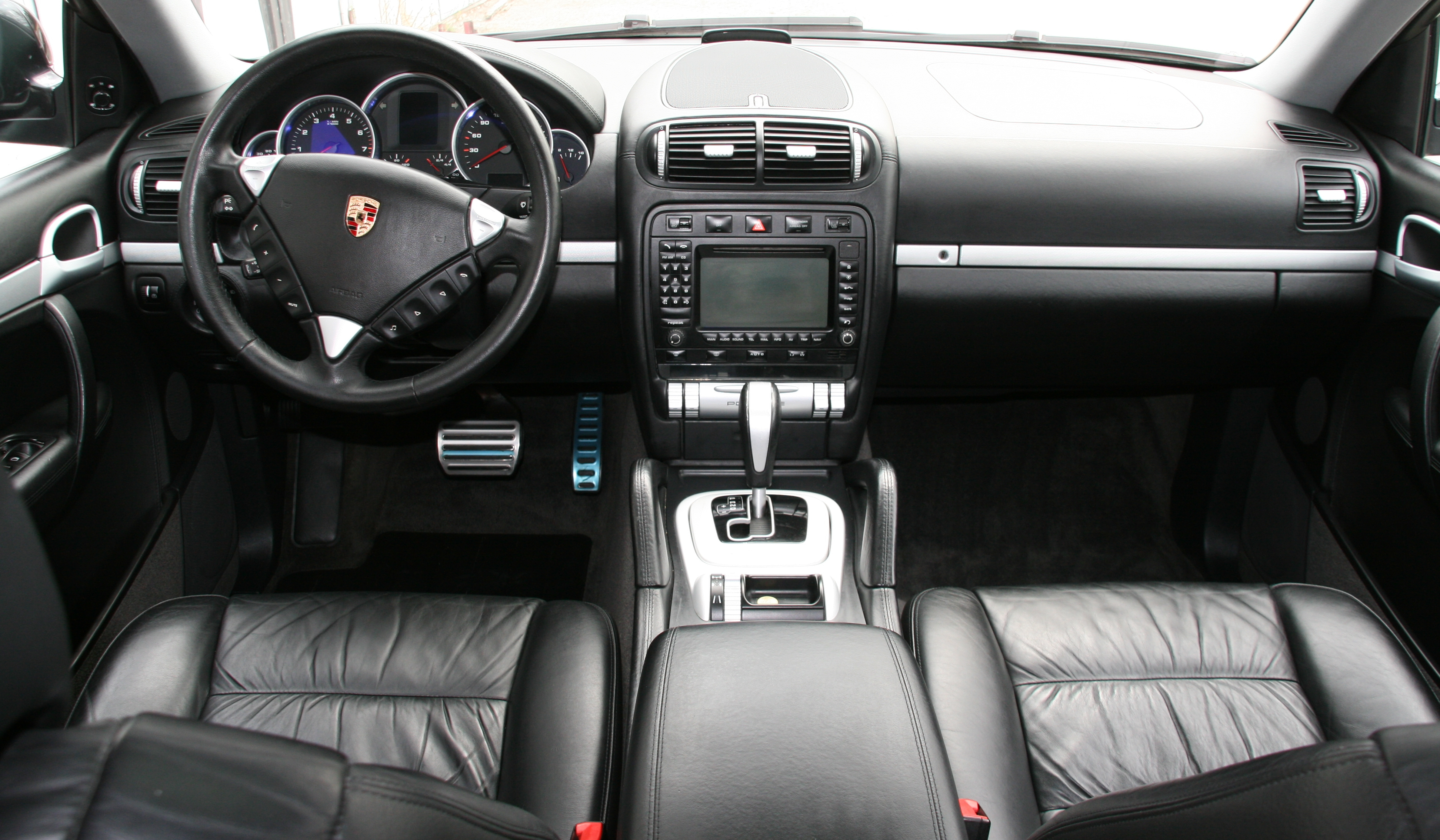
Салон Porsche Cayenne

Автомобіль був створений за активної участі концерну Volkswagen AG. Для реалізації амбітного проекту була спроектована принципово нова для обох марок платформа з поздовжнім розташуванням двигуна, потужним несучим кузовом з підрамниками, повністю незалежною підвіскою всіх коліс на подвійних поперечних важелях (пружинною (Cayenne / Cayenne S) або пневматичною (Cayenne Turbo / Turbo S) з можливістю регулювання кліренсу) і постійним повним приводом з роздавальною коробкою передач і міжосьовим диференціалом, що блокується. Інженери Volkswagen відповідали за розробку і компоновку повнопривідної трансмісії, а фахівці Porsche — за підвіску, ходові якості і керованість, при цьому кожна з марок створила для позашляховиків власну лінійку двигунів (виняток — 3,2-літровий двигун V6 виробництва Volkswagen, який ставиться на модель Porsche Cayenne і вважається «бюджетним». Розхід пального якого в середньому 13.5л/100км). Дизайн моделей німецькі фірми розробляли роздільно.
Автомобілі Porsche Cayenne і Volkswagen Touareg побудовані на спільній платформі, яка виявилася досить вдалою. Зокрема, ходові якості Porsche Cayenne непогано проявляють себе на бездоріжжі, завдяки пониженому ряду передач з ручним режимом та наявності міжосьового блокування диференціала і опціонального блокування заднього диференціала. У 2005 році Audi AG створила свій знаменитий позашляховик Audi Q7, побудований на тій же платформі, але прибравши з неї всі спортивні «примочки».
Виробництво почалося з 2002 року, а в Північній Америці реалізація почата з 2003 року. Це перший автомобіль з двигуном V8, побудований Porsche з 1995 року, коли виробництво Porsche 928 було припинено. Починаючи з 2008 року, всі двигуни мають безпосереднє упорскування.

### Кузов
Рама і двері Porsche Cayenne узяті від Volkswagen, яка використовує їх в моделі Volkswagen Touareg. Всі інші аспекти транспортного засобу, дизайн, тюнінг, виробництво здійснюється в Porsche.

### Модифікації

#### Cayenne Turbo
Досить одного погляду на цей оновлений 5-місний позашляховик, щоб не залишилося ніяких сумнівів в тому, що Porsche Cayenne Turbo належить до автомобілів класу «люкс», адже через 15 років після дебюту, Porsche Cayenne продовжує постійно розвиватися. Завдяки високій якості збірки, тоннам розкішних функцій і відмінній репутації, Порше Кайєн Турбо з легкістю обходить конкурентів типу Range Rover Sport, BMW X5 і Mercedes Benz GLE-Class. 
Внаслідок редизайну, екстер'єр автомобіля був перероблений, так передня частина позашляховика стала злегка гострішою, а на місце старої оптики прийшла оновлена, затемнена. Зовнішній вигляд автомобіля також виглядає більш привабливим, завдяки контрасту білого і чорного кольорів. В екстер'єрі рясніють плавно перетікаючі лінії, які роблять позашляховик більш динамічним. Габарити автомобіля дорівнюють: довжина — 4855 мм, ширина — 1939 мм, висота — 1702 мм, колісна база — 2895 мм.
Porsche Cayenne Turbo оснащується єдиним доступним 4,8-літровим 8-циліндровим бензиновим мотором, потужністю 520 кінських сил. Завдяки такому силовому агрегату, максимальна швидкість руху автомобіля дорівнює 279 км/год, а час розгону від 0 до 100 км/год займає 4,5 секунд, що по-справжньому приголомшливий результат, якщо враховувати повну масу позашляховика в 2895 кг. Показники витрати палива рівні: при русі в місті — 15,9л/100 км, при заміському циклі — 8,9 л/100 км і при змішаному — 11,5 л/100 км. Силовий агрегат працює в парі з 8-ступінчастою автоматичною коробкою передач Tiptronic S. Позашляховик оснащується повним приводом.

#### Cayenne S Transsyberia
Porsche Cayenne S Transsyberia — версія позашляховика Porsche, створена за мотивами ралі «Транссібірь».
Від базової версії «Транссибірська» версія відрізняється використанням в елементах декору помаранчевого кольору, а також встановленими на даху чотирма протитуманними фарами. Двигун встановлений від версії GTS.

### Технічні характеристики (2003—2007)
| Модель            | Об'єм    | Циліндри | Потужність         | Крутильний момент максимальний | Динаміка 0-100 км/год | Швидкість максимальна | Витрати пального на 100 км |
| ----------------- | -------- | -------- | ------------------ | ------------------------------ | --------------------- | --------------------- | -------------------------- |
| Cayenne           | 3189 см³ | VR6      | 184 кВт (250 к.с.) | 310 Нм                         | 9,1 с                 | 214 км/год            | 13,5 літрів                |
| Cayenne S         | 4511 см³ | V8       | 250 кВт (340 к.с.) | 420 Нм                         | 6,8 с                 | 242 км/год            | 14,9 літрів                |
| Cayenne Turbo     | 4511 см³ | V8       | 331 кВт (450 к.с.) | 620 Нм                         | 5,6 с                 | 266 км/год            | 15,7 літрів                |
| Cayenne Turbo WLS | 4511 см³ | V8       | 368 кВт (500 к.с.) | 700 Нм                         | 5,3 с                 | 270 км/год            | 15,7 літрів                |
| Cayenne Turbo S   | 4511 см³ | V8       | 383 кВт (521 к.с.) | 720 Нм                         | 5,2 с                 | 270 км/год            | 15,7 літрів                |

### Фейсліфтинг 2008 року

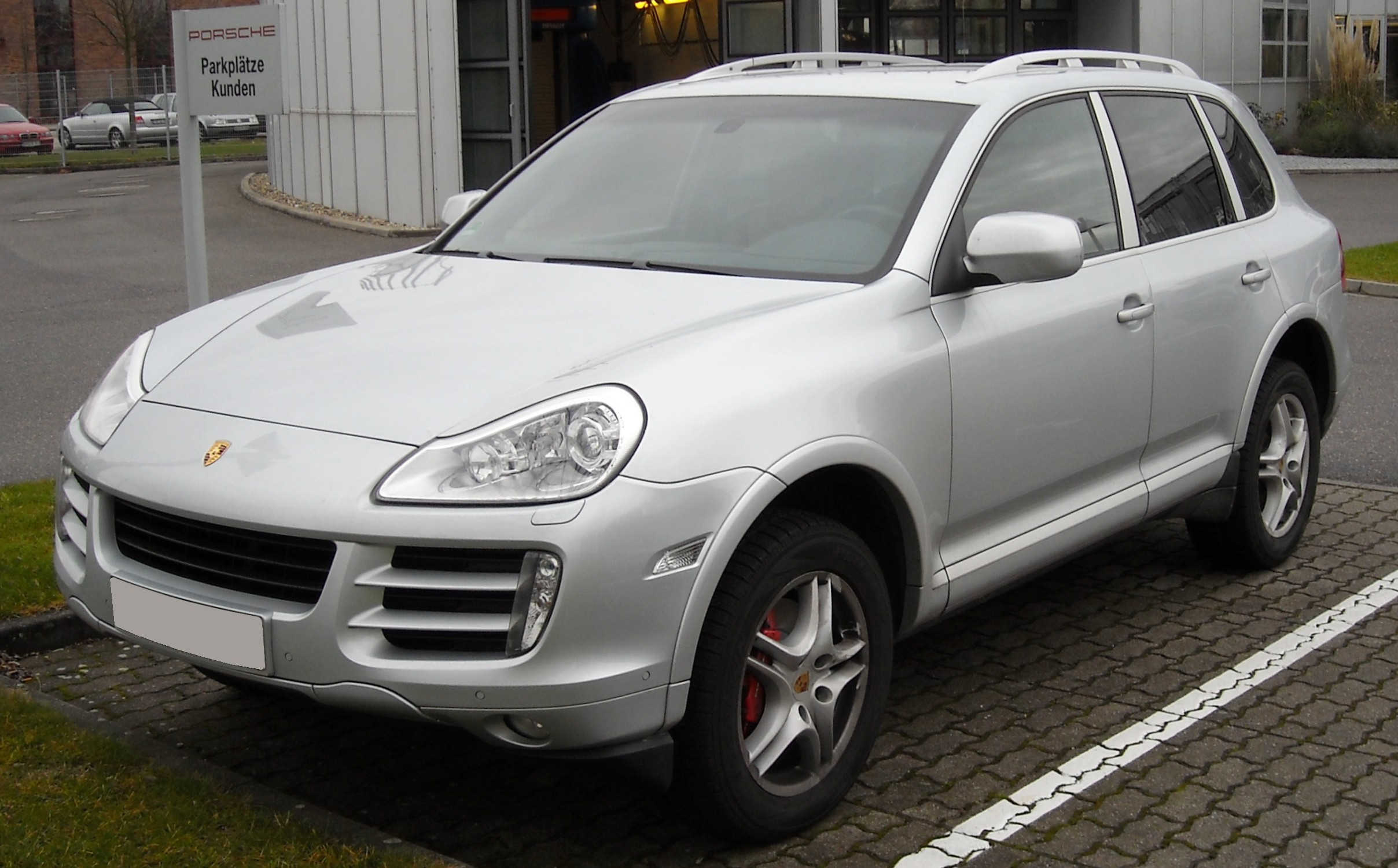
Porsche Cayenne (2007—2010)

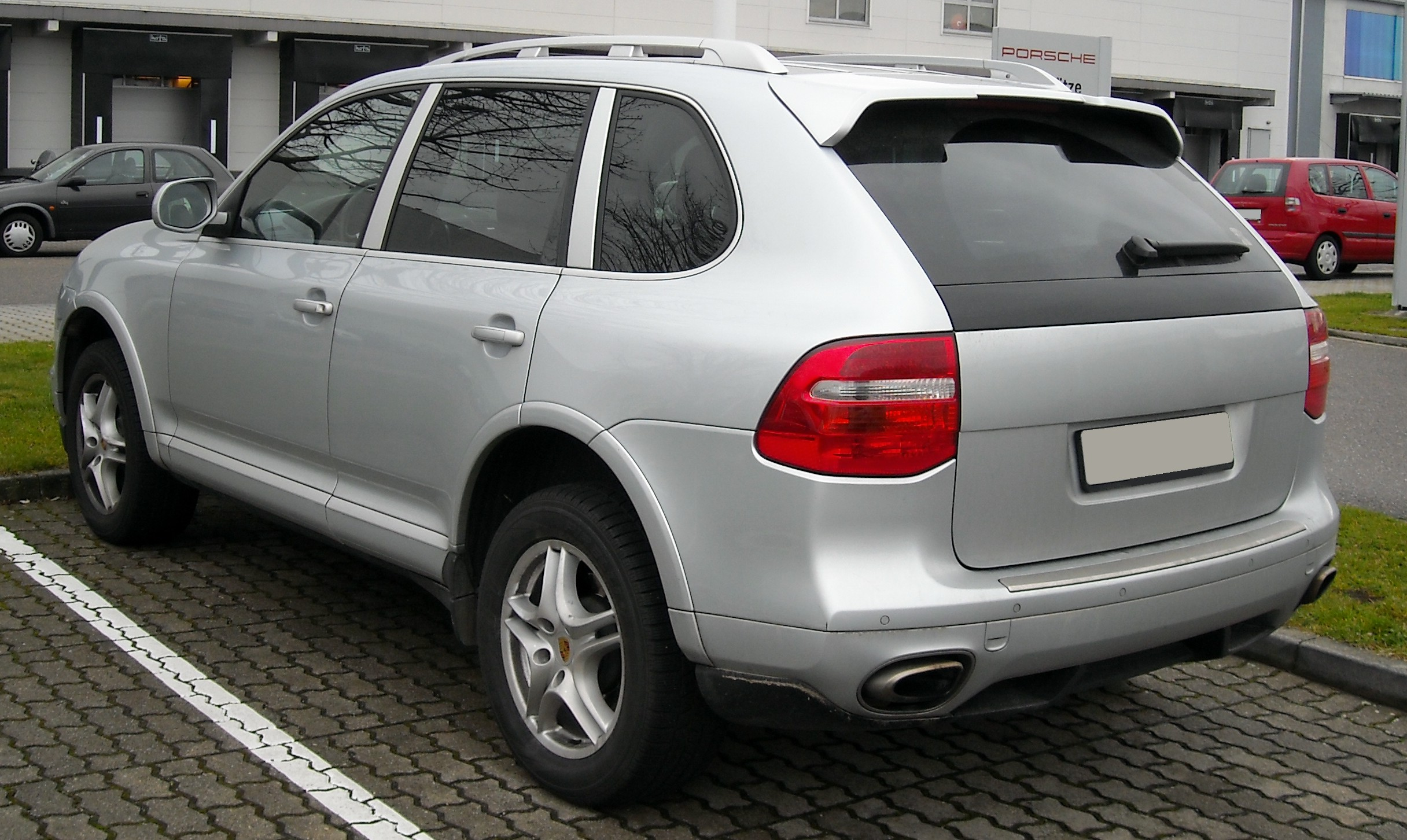
Porsche Cayenne (2007—2010)

Після вельми вдалого першого «Кайена» керівництво Porsche ухвалив рішення створити наступника 955. На його розробку було виділено € 650 000 000. І зовні і всередині позашляховий 957 був дуже схожий на попередника. У салоні з'явилися дві нові кнопки: перша активує гідропривід кришки багажника, а друга, кнопка «Sport», перемикає в спортивний режим пневмопідвіску, «автомат» і привід акселератора. Це на додаток до того, що, як і раніше, водій може вибрати один з трьох режимів роботи електроннокеровані амортизаторів: «Sport», «Normal» і «Comfort». Всі двигуни з безпосереднім упорскуванням. А восьмициліндрові мотори версій Cayenne S і Cayenne Turbo крім збільшеного робочого об'єму (з 4,5 до 4,8 л) обзавелися фірмовою «клапанної» системою «VarioCam».

#### Технічні характеристики (2007—2010)
| Модель          | Об'єм    | Циліндри | Потужність         | Крутильний момент максимальний | Динаміка 0-100 км/год | Швидкість максимальна | Витрати пального на 100 км |
| --------------- | -------- | -------- | ------------------ | ------------------------------ | --------------------- | --------------------- | -------------------------- |
| Cayenne Diesel  | 2967 см³ | V6       | 176 кВт (240 к.с.) | 550 Нм                         | 8,3 с                 | 214 км/год            | 9,3 літрів                 |
| Cayenne         | 3598 см³ | VR6      | 213 кВт (290 к.с.) | 385 Нм                         | 8,1 с                 | 227 км/год            | 12,9 літрів                |
| Cayenne S       | 4806 см³ | V8       | 283 кВт (385 к.с.) | 500 Нм                         | 6,6 с                 | 252 км/год            | 14,9 літрів                |
| Cayenne GTS     | 4806 см³ | V8       | 298 кВт (405 к.с.) | 500 Нм                         | 6,1 с                 | 252 км/год            | 14,9 літрів                |
| Cayenne Turbo   | 4806 см³ | V8       | 368 кВт (500 к.с.) | 700 Нм                         | 5,1 с                 | 275 км/год            | 14,9 літрів                |
| Cayenne Turbo S | 4806 см³ | V8       | 404 кВт (550 к.с.) | 750 Нм                         | 4.8 с                 | 280 км/год            | 12,9 літрів                |

#### Галерея Porsche Cayenne (2007—2010)

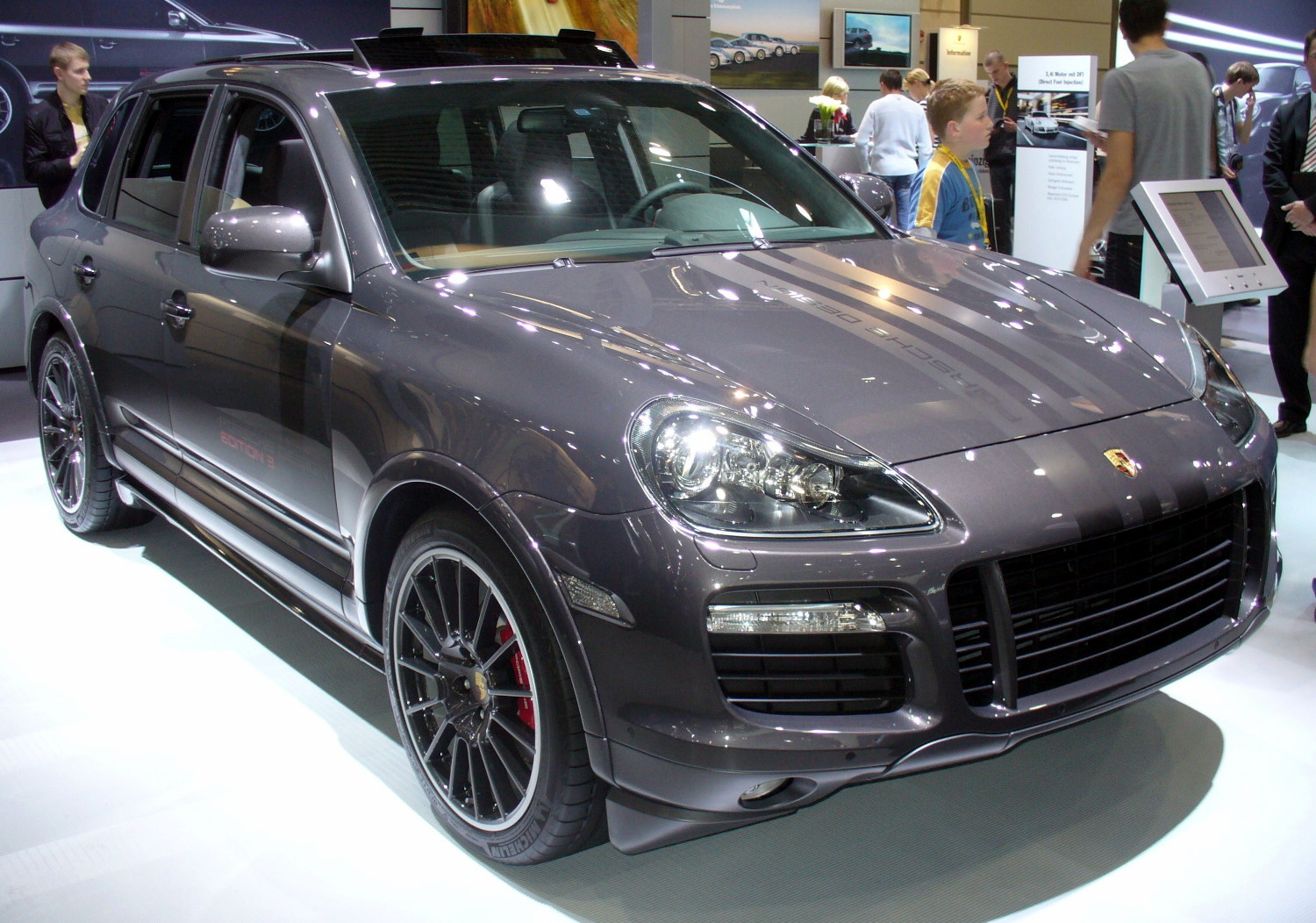
Porsche Cayenne GTS Design Edition (2007-2010)
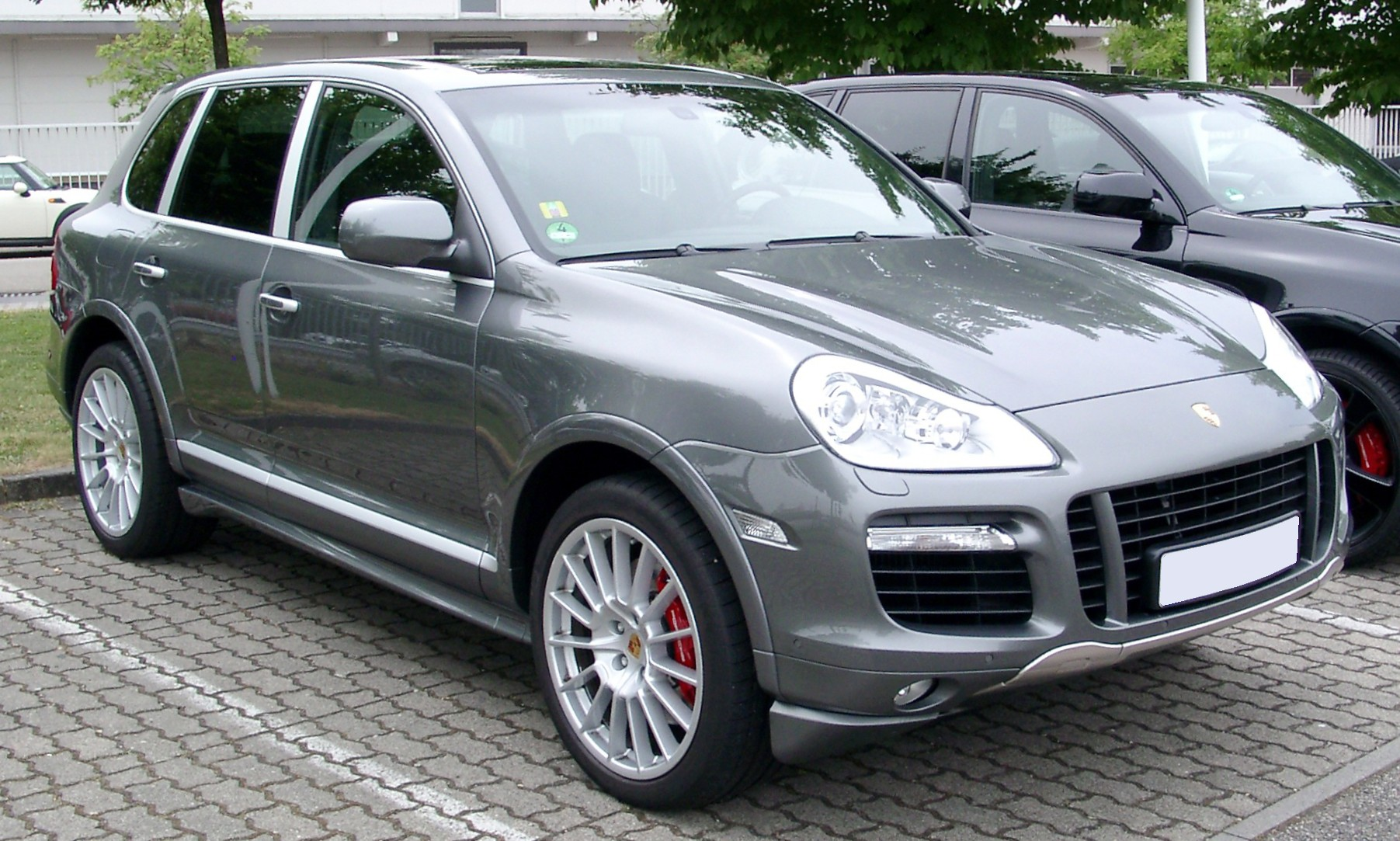
Porsche Cayenne Turbo (2007-2010)
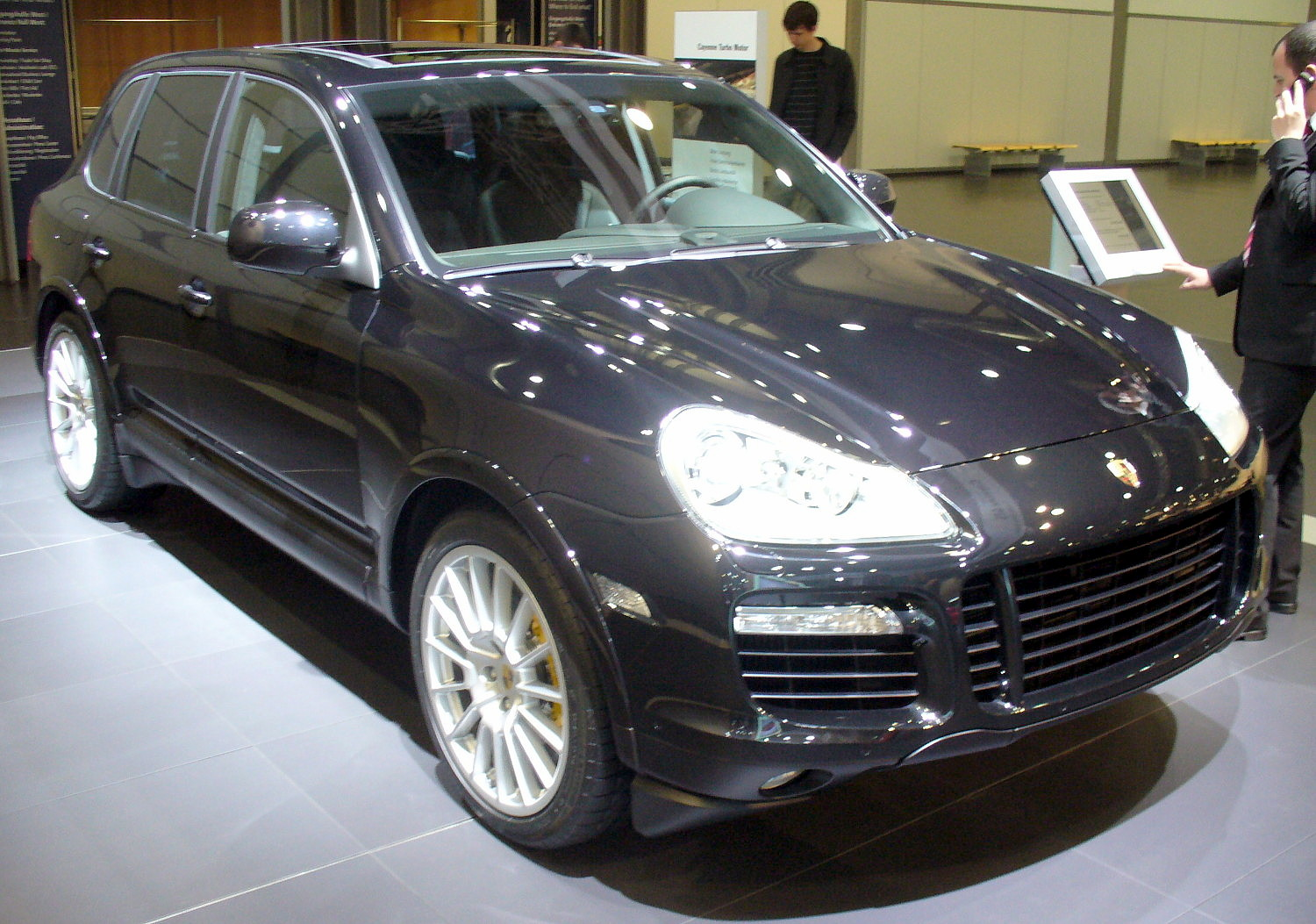
Porsche Cayenne Turbo S (2007-2010)
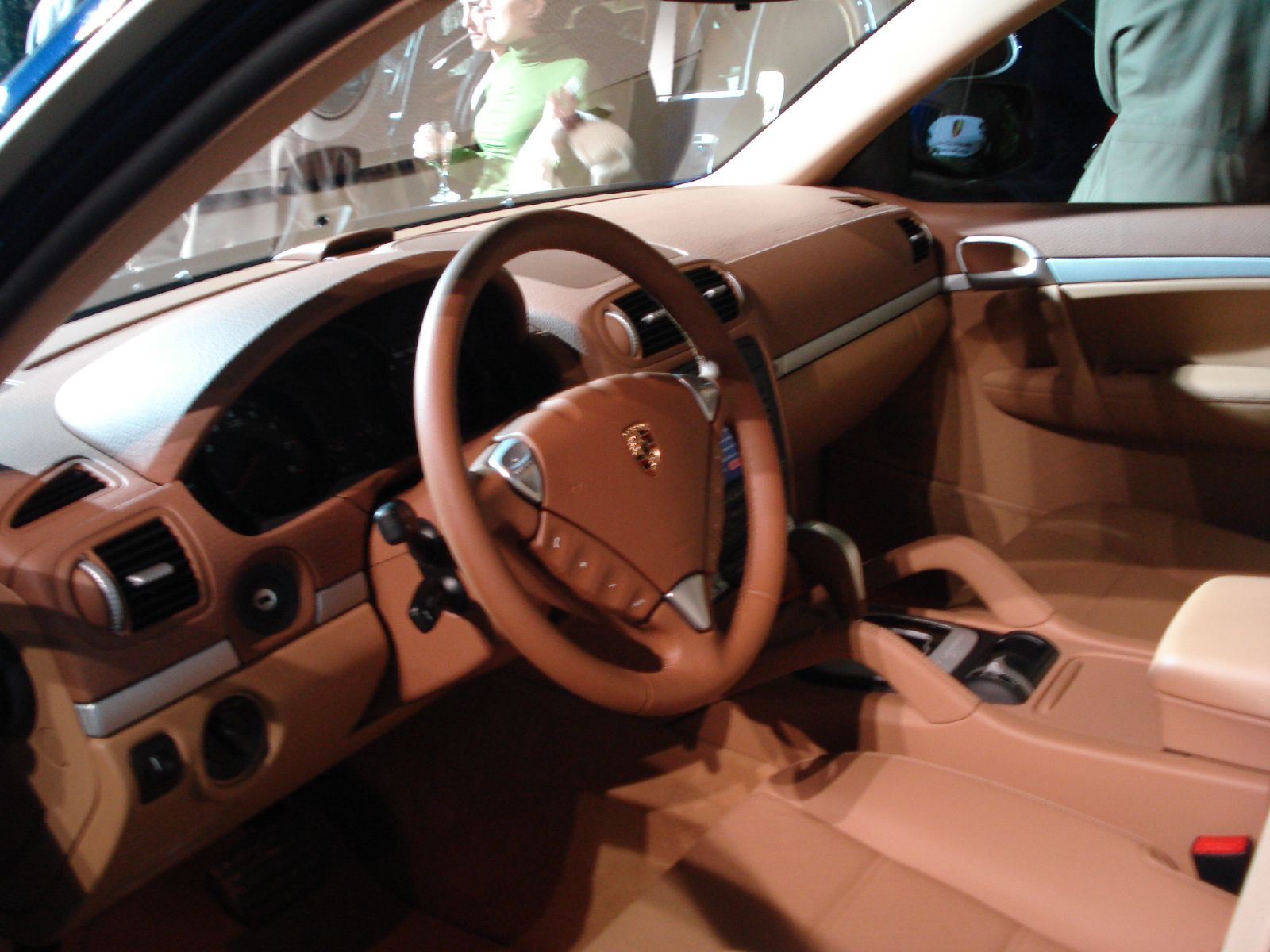
Porsche Cayenne інтер'єр (2007-2010)

## Друге покоління 92A (2010—2017)

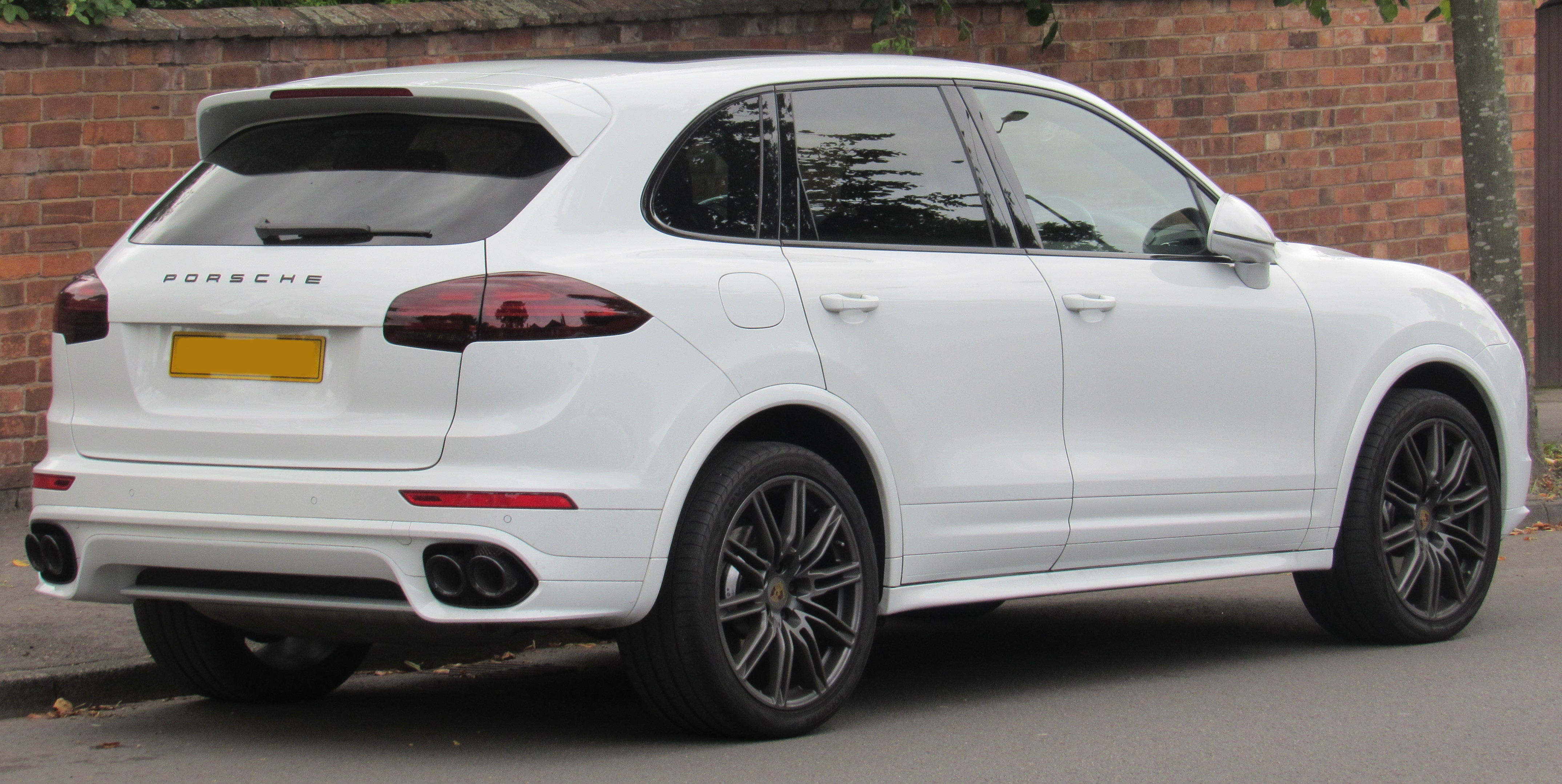
Porsche Cayenne S (92A)

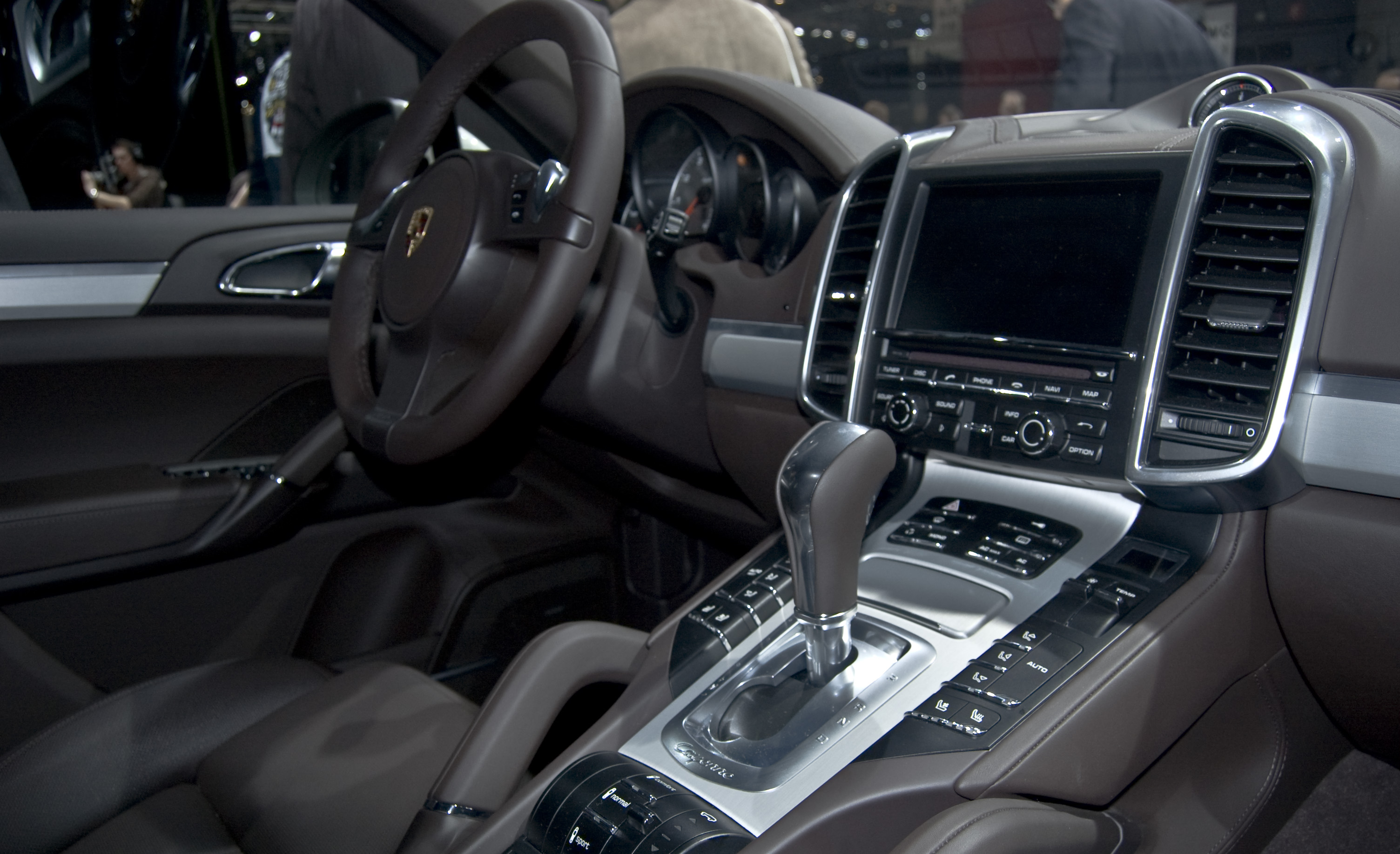
Салон Porsche Cayenne (92A)

Друге покоління позашляховика від Porsche було представлено вперше в Інтернеті 25 лютого 2010 року, а 2 березня на Женевському автосолоні автомобіль можна було побачити на власні очі. Продажі почалися 8 травня 2010 року. Як і попередня модель, ця має багато спільного з позашляховиками Volkswagen Touareg та Audi Q7.
У 2014 році з'явилася оновлена версія другого покоління, прем'єра якої відбулася в жовтні на Паризькому автосалоні. Представлений автомобіль є першим і досить глибоким рестайлингом. У моделі з'явилися новий капот, крила, каплевидні фари головного освітлення, радіаторна решітка, задні ліхтарі, кришка багажника, вихлопні патрубки. Потужність двигунів всіх оновлених версій, окрім базової бензинової, була збільшена на 20 к.с.
У 2016 році компанія представила покращений Porsche Cayenne Turbo S з більшою потужністю, та новий Cayenne GTS, який зараз використовує двигун V6 з турбонаддувом. Порше Каєн 2016 року доступний у 7-ми комплектаціях: базовий Cayenne, Diesel, S, S E-Hybrid, GTS, Turbo та Turbo S. Всі версії Cayenne обладнані: повним приводом, водовідштовхуючими передніми боковими вікнами, можливістю налаштування висоти відкриття дверей багажника, датчиком дощу, аудіо-системою з 10-ма динаміками та 7-дюймовим сенсорним екраном. А для раціонального використання палива, у всіх комплектаціях Cayenne передбачена система старт/стоп, яка виключає двигун при зупинці та включає його, як тільки Ви відпускаєте педаль гальма. Безпеку забезпечують 6 повітряних подушок безпеки та повний комплект електронних систем, які сприяють стабільності автомобіля. 

#### Cayenne GTS

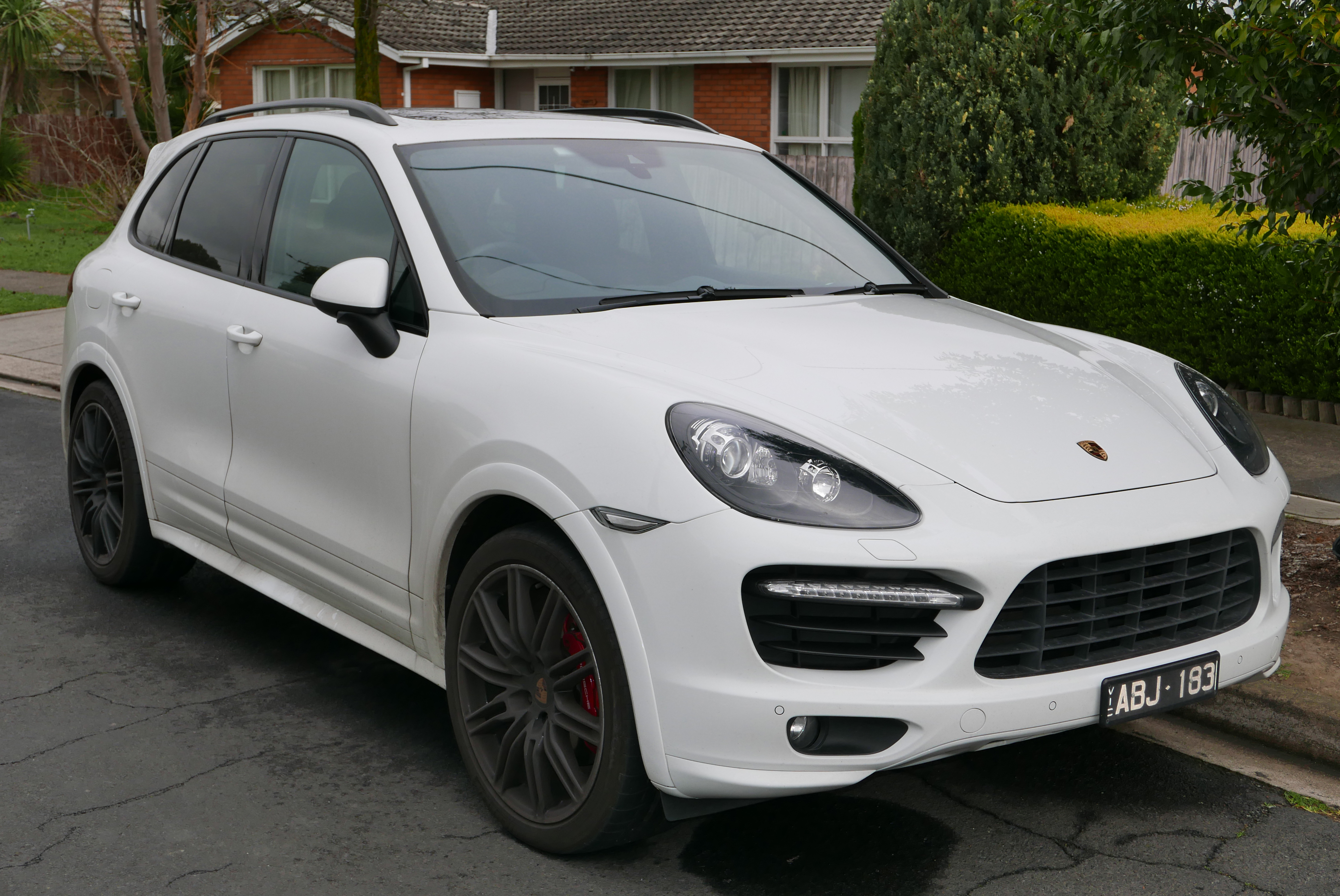
Porsche Cayenne GTS

### Технічні характеристики
| Модель           | Об'єм    | Циліндри | Потужність         | Крутильний момент максимальний | Динаміка 0-100 км/год | Швидкість максимальна | Витрати пального на 100 км      | Роки виробництва |
| ---------------- | -------- | -------- | ------------------ | ------------------------------ | --------------------- | --------------------- | ------------------------------- | ---------------- |
| Cayenne Diesel   | 2967 см³ | V6       | 176 кВт (240 к.с.) | 550 Нм                         | 7,6 с                 | 220 км/год            | 7,4 літрів                      | з 06/2010        |
| Cayenne Diesel S | 4134 см³ | V8       | 281 кВт (382 к.с.) | 850 Нм                         | 5,7 с                 | 252 км/год            | 8,3 літрів                      | з 09/2012        |
| Cayenne          | 3598 см³ | VP6      | 221 кВт (300 к.с.) | 400 Нм                         | 7,5 с                 | 230 км/год            | 11,2 л (МКПП) 9,9 л (Tiptronic) | з 07/2010        |
| Cayenne S Hybrid | 2995 см³ | VP6      | 279 кВт (380 к.с.) | 580 Нм                         | 6,5 с                 | 242 км/год            | 8,2 літрів                      | з 06/2010        |
| Cayenne S        | 4806 см³ | V8       | 294 кВт (400 к.с.) | 500 Нм                         | 5,9 с                 | 258 км/год            | 10,5 літрів                     | з 05/2010        |
| Cayenne GTS      | 4806 см³ | V8       | 309 кВт (420 к.с.) | 515 Нм                         | 5,7 с                 | 261 км/год            | 10,7 літрів                     | з 04/2012        |
| Cayenne Turbo    | 4806 см³ | V8       | 368 кВт (500 к.с.) | 700 Нм                         | 4,7 с                 | 278 км/год            | 11,5 літрів                     | з 06/2010        |
| Cayenne Turbo S  | 4806 см³ | V8       | 405 кВт (550 к.с.) | 750 Нм                         | 4,5 с                 | 283 км/год            | 11,5 літрів                     | з 02/2013        |

### Трансмісія
Porsche Cayenne другого покоління отримав 8-ступінчасту автоматичну трансмісію Tiptronic S (на базову модифікацію серійно встановлюється 6-ступінчаста механічна трансмісія), систему «стоп-старт», що дозволяє глушити двигун під час зупинок. У той же час, система повного приводу стала простіша — постійним повним приводом з міжосьовим диференціалом Torsen оснащуються тільки дизельні та гібридні версії. На бензинових модифікаціях крутний момент до передніх коліс відбирається електромагнітною муфтою. Знижувальна передача і блокування заднього моста відтепер недоступні.

### Модифікації

#### Cayenne S Hybrid

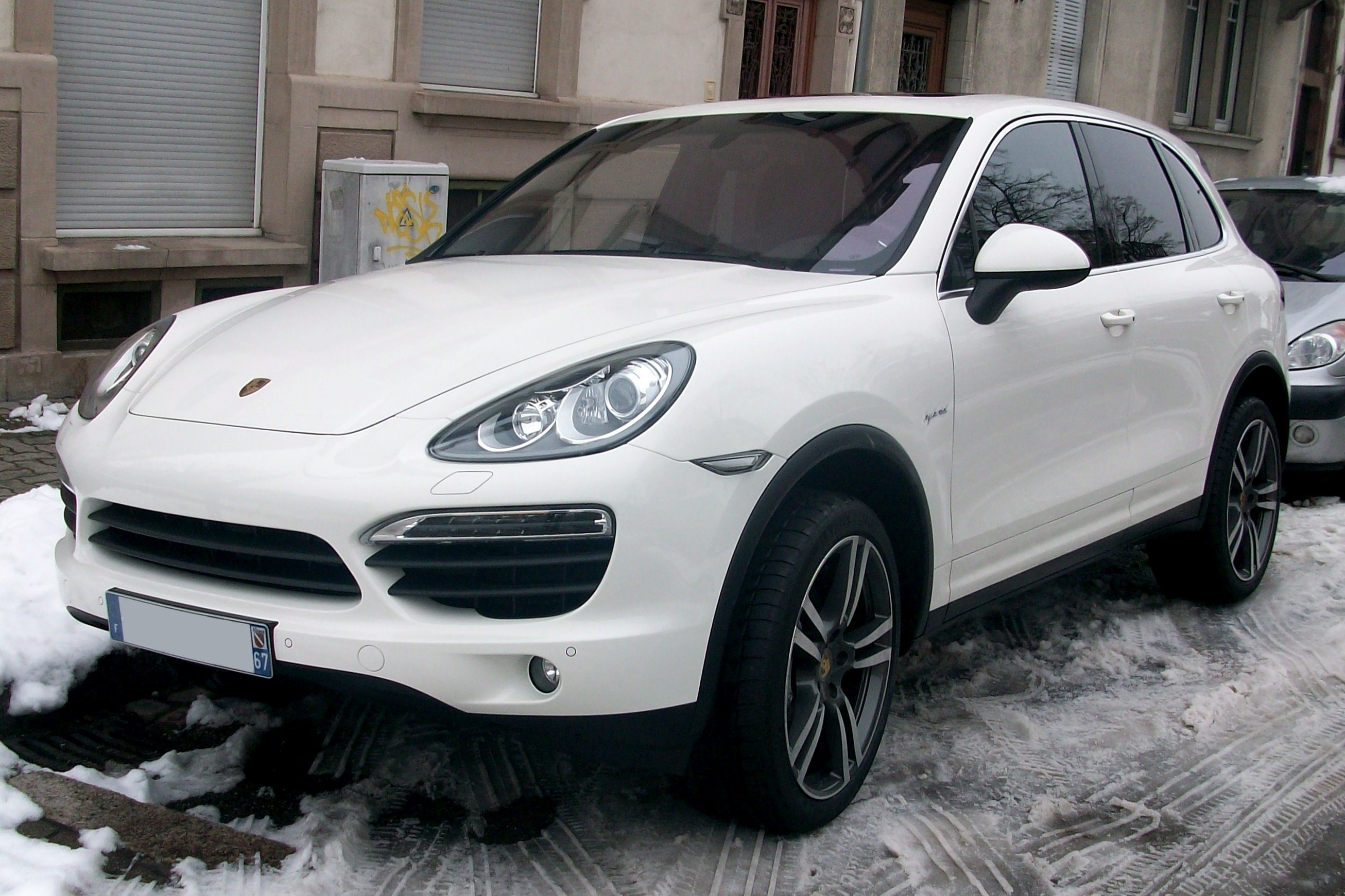
Porsche Cayenne S Hybrid

Porsche 958 Cayenne S Hybrid оснащується компресорним двигуном V6 з прямим уприскуванням палива потужністю 333 кінських сили, що працює в парі з 47- сильним електродвигуном. Електродвигун об'єднаний з трансмісією в єдиний блок, таким чином, він і ДВЗ мають кінематичний зв'язок з ведучими колесами. Загальна потужність гібридного приводу — 380 кінських сил і 580 Нм, доступних вже з 1000 оборотів в хвилину. Porsche Cayenne S Hybrid може розганятися до 60 кілометрів на годину тільки на електромоторі. При рівномірному русі на швидкості понад 156 кілометрів на годину ДВЗ може повністю відключитися, економлячи паливо.

#### Cayenne S
Версія Cayenne S з V8 об'ємом 4,8 літра, який додав 15 к.с. і тепер видає 400 кінських сил, знизила витрату до 10,5 літра — 23-відсоткова економія.

#### Cayenne S Diesel
Оснащується 4,2-літровим турбодизелем V8, що розвиває 850 Нм при 2000—2750 об/хв і 382 к.с. при 3750 об/хв.

## Третє покоління PO536 (з 2017)

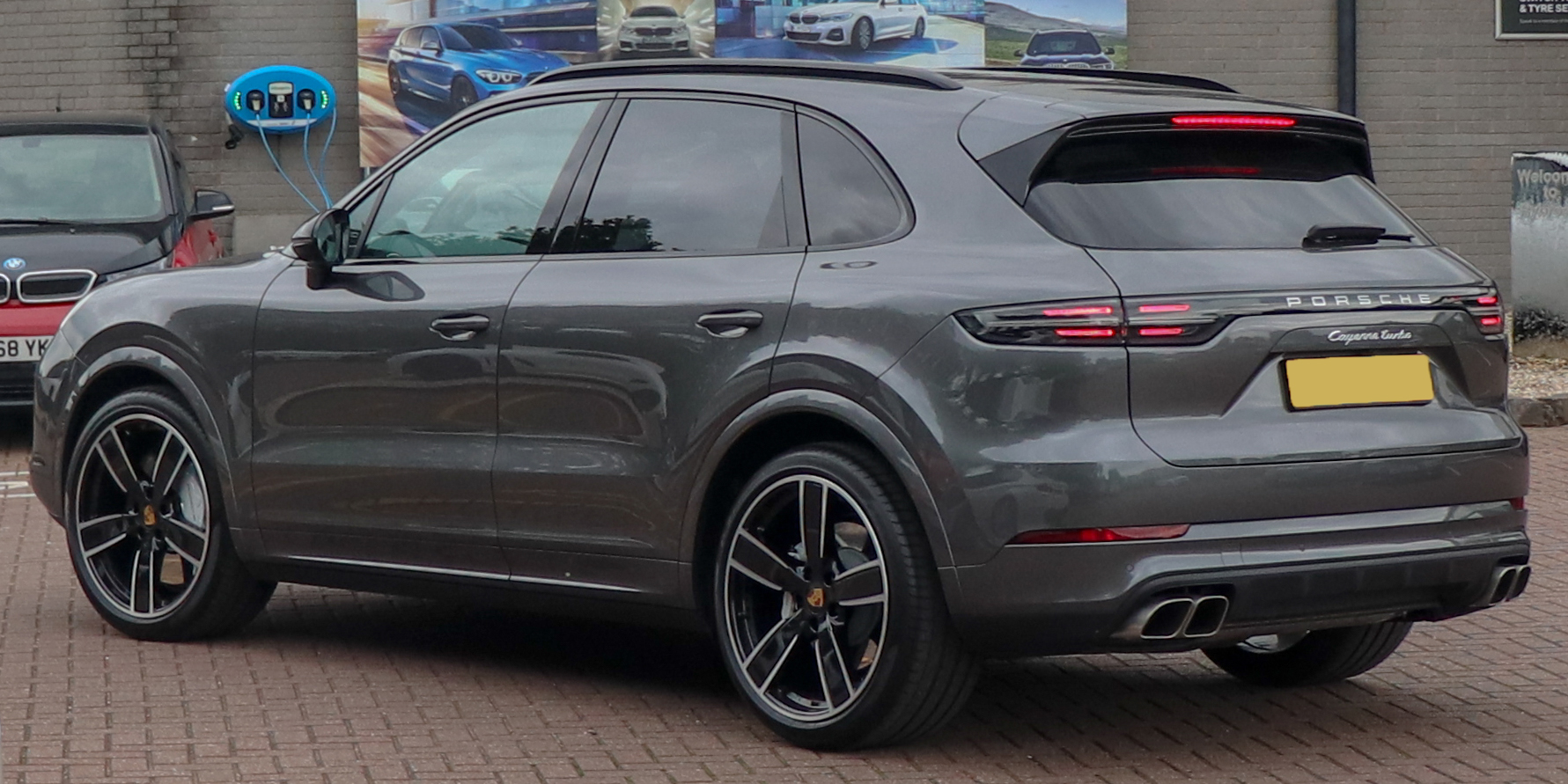
Porsche Cayenne V8 Turbo (PO536)

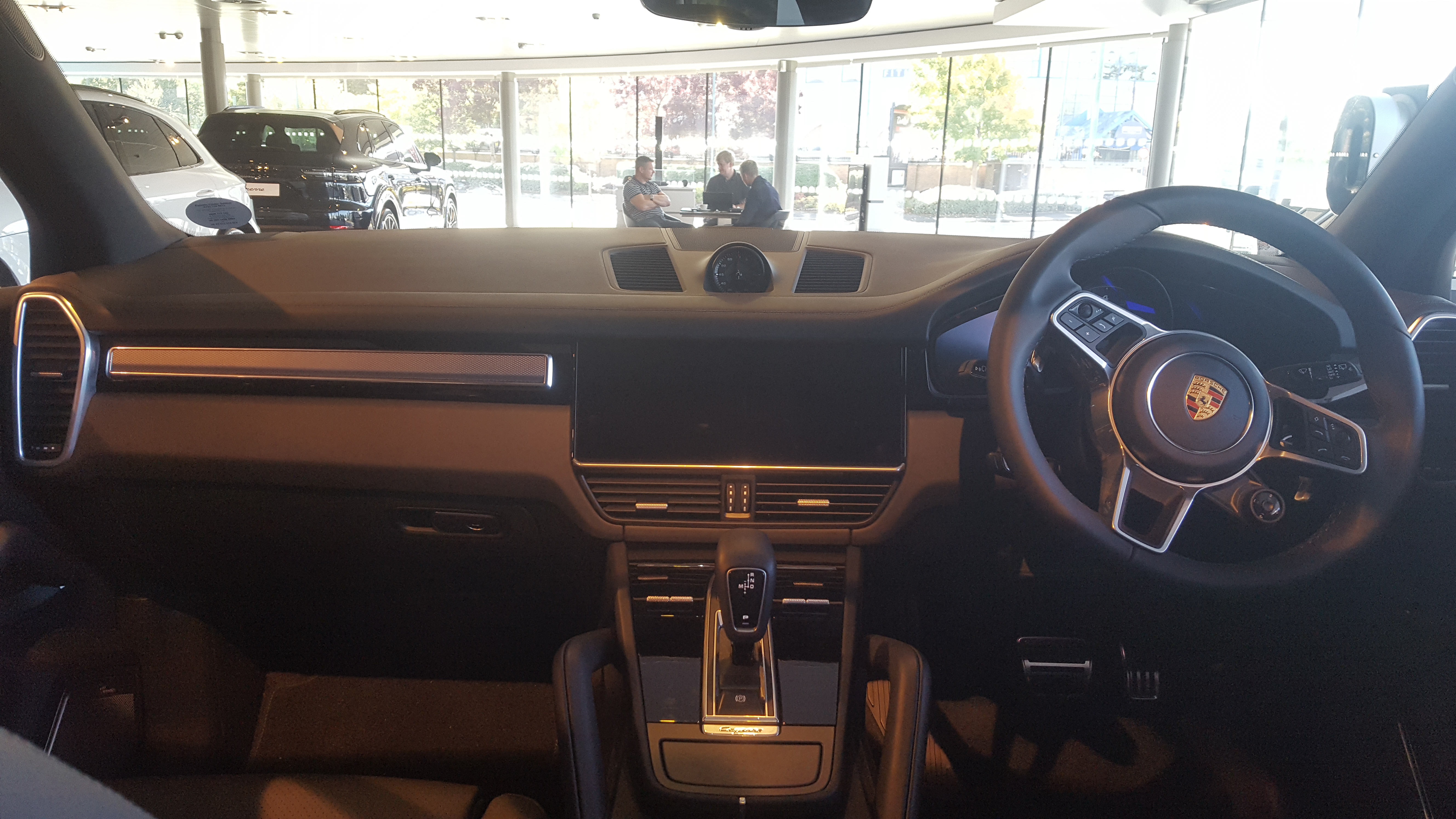
Porsche Cayenne (PO536)

Третє покоління Cayenne (тип PO536) дебютував в кінці 2017 року. Автомобіль збудовано на платформі MLB Evo, разом з Audi Q7, Bentley Bentayga і Volkswagen Touareg. Автомобіль збільшився в габаритах, але знизився в вазі. Базова модель отримала новий турбодвигун 3,0 л V6 потужністю 340 к.с., версія S отримала новий бітурбодвигун 2,9 л V6 потужністю 440 к.с., версія Turbo отримала новий бітурбодвигун 4,0 л V8 потужністю 550 к.с.
За оснащенням машина третього покоління ще більше наблизилася до флагманського седана Porsche Panamera, за доплату можлива установка задніх підрулюючих коліс, безліч електронних помічників, керамічні або новостворені компанією для даної моделі гальма з вольфрамовим покриттям, що обіцяють підвищену зносостійкість, адаптивний круїз-контроль з функцією підтримки смуги, систему нічного бачення, просунуту мультимедійну систему Burmister, також вперше на машині даного класу встановлено активний задній спойлер (виключно на версії Turbo, в інших комплектаціях не доступний навіть за доплату), який змінює кут нахилу в залежності від швидкості руху, а також вперше для Cayenne використовуються різноширокі покришки для передньої і задньої осей за аналогією з БМВ Х6 і Мерседес GLE купе. З жовтня 2018 року вперше для всієї лінійки автомобілів Porsche саме на Cayenne стане доступний для замовлення в якості додаткової опції проєкційний дисплей, що відображає інформацію на лобове скло. Уже в базі всі автомобілі оснащені просунутою мультимедіа з сенсорним дисплеєм в салоні по центру, а також електронною панеллю приладів для водія, традиційно по центру з аналоговим тахометром.
Porsche оновив Cayenne для 2021 модельного року. Після тривалої перерви виробник повернув на ринок комплектацію Cayenne GTS з 460-сильним V-8 твін-турбо двигуном. Потужна версія стала топовою в лінійці Porsche Cayenne.
Cayenne 2023 оснащений фірмовою інформаційно-розважальною системою Porsche Communication Management (PCM) з 12,3-дюймовим дисплеєм та сенсорними елементами керування. 

### Porsche Cayenne Coupe

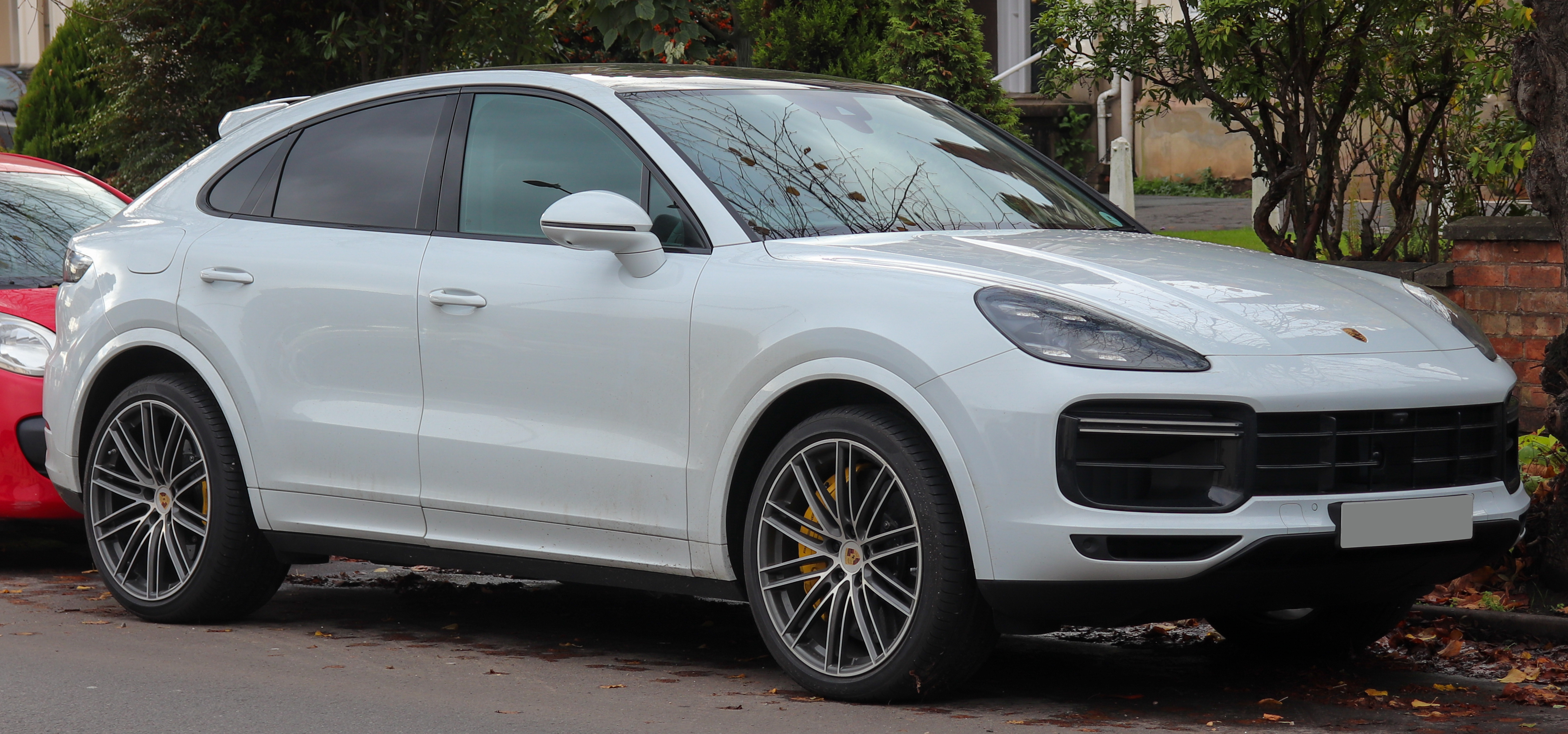
Porsche Cayenne Coupe S

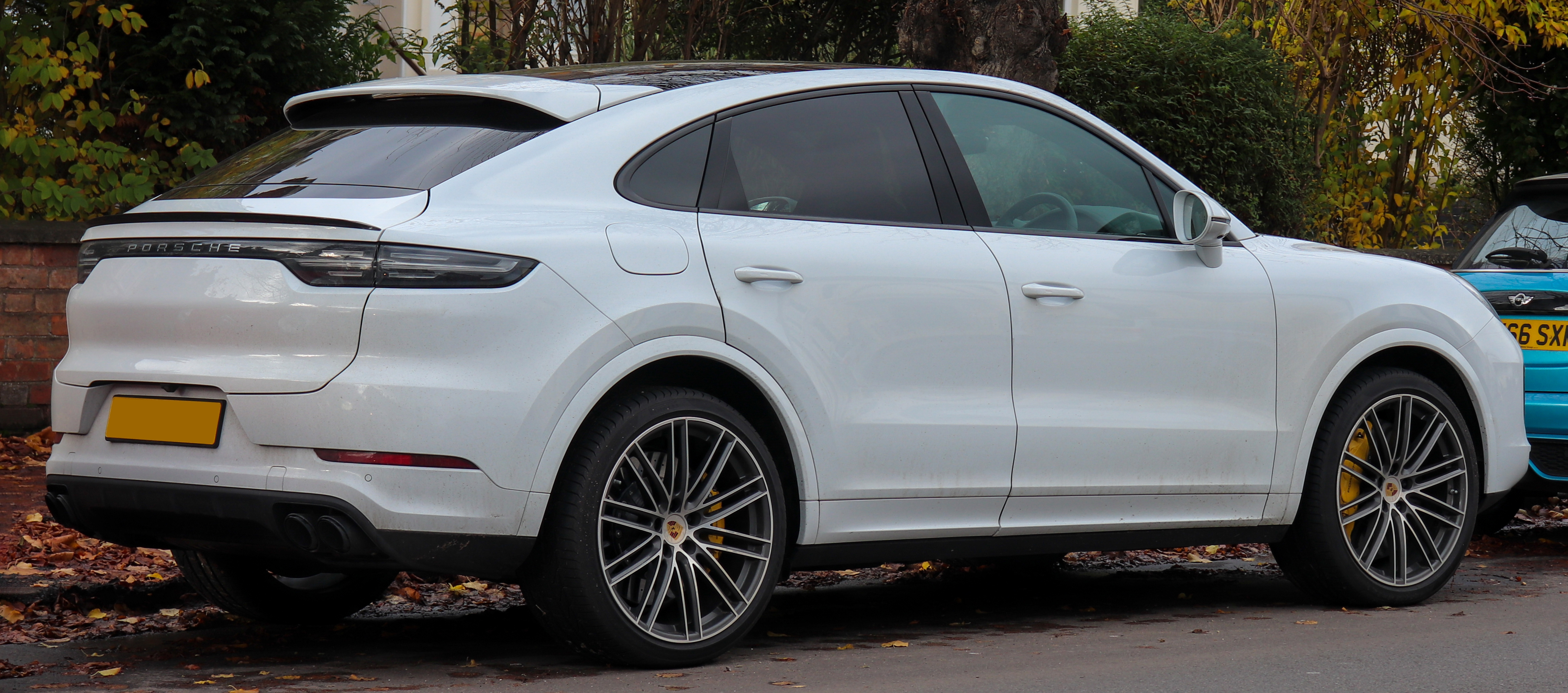
Porsche Cayenne Coupe V8 Turbo

В березні 2019 року дебютував Porsche Cayenne Coupe. Купе-кросовер від стандартної моделі відрізняється іншою лінією даху, оригінальними задніми дверима і стійками, дверима багажника з безконтактною системою відкривання. Автомобіль став довшим і нижчим. В іншому новинка повторює донора: від передка до середніх стійок вони виглядають однаково. Загальним є і салон, за винятком задніх місць і багажника. Під Сталеалюмінієвим кузовом розташується платформа MLB Evo з двухричажка спереду і багаторичажка ззаду. Стилізований під купе Cayenne отримав наддувний V6 3.0 (340 к.с., 450 Нм), бітурбомотор V6 2.9 (440 сил, 550 Нм) і двухнаддувний V8 4.0 (550 к.с., 770 Нм). Очікується в гамі і версія E-Hybrid (462 к.с., 700 Нм).
Опціонально доступні електроннокеровані амортизатори PASM, трикамерна пневмопідвіска, повнокероване шасі і активні стабілізатори поперечної стійкості, що працюють в 48-вольтової мережі. У списку опцій також виявляться композитні гальма.

### Фейсліфтинг 2023 року

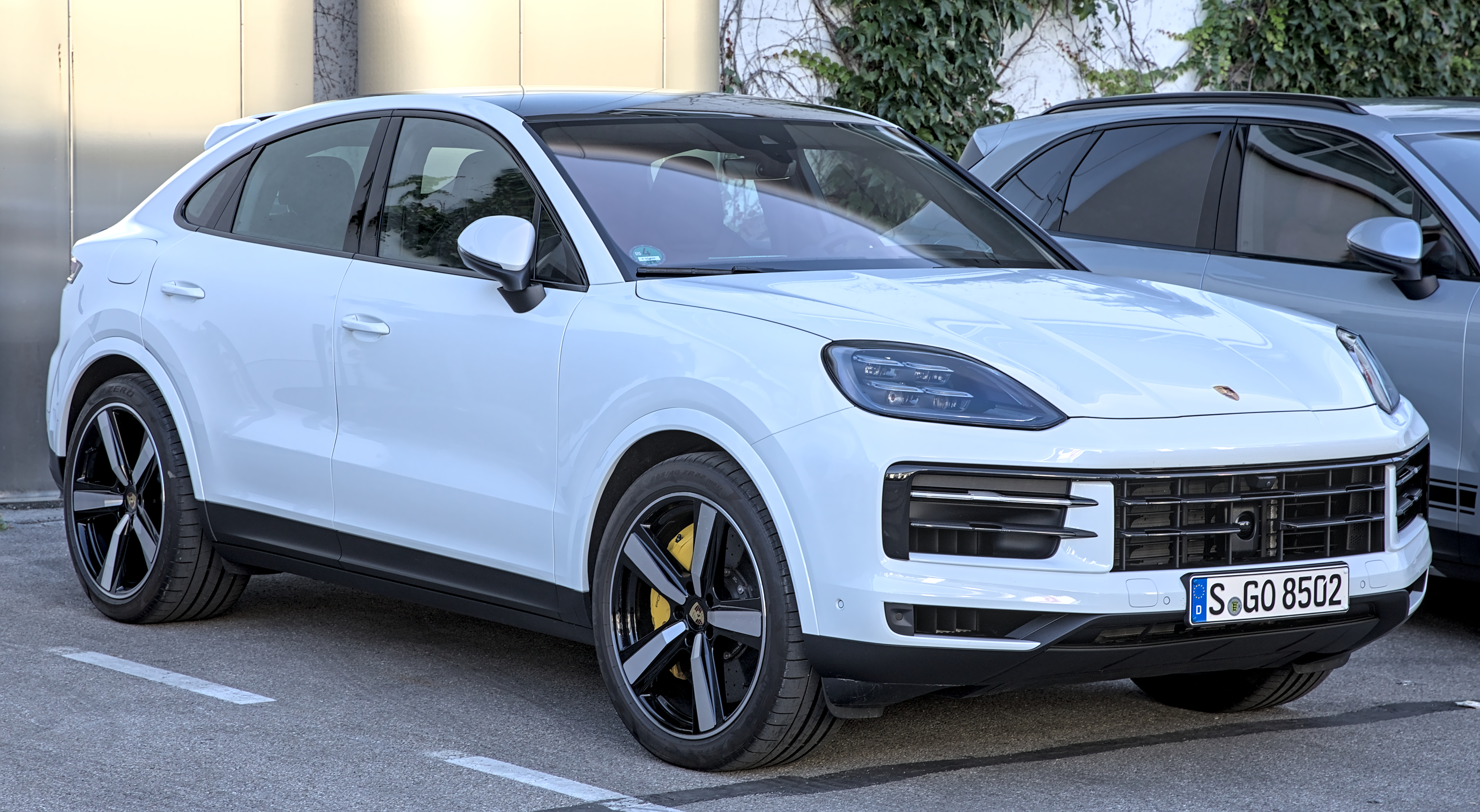
Porsche Cayenne Coupé

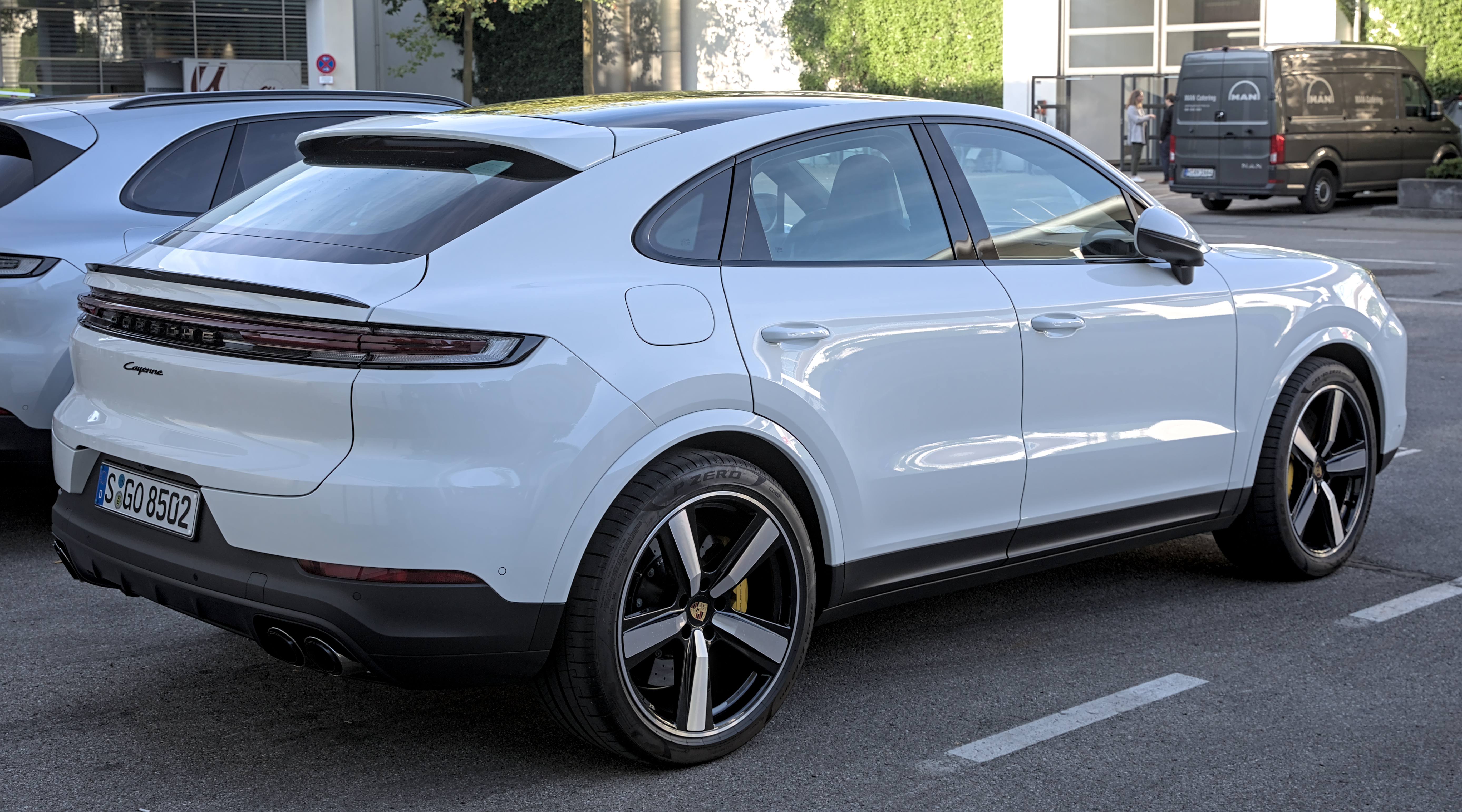
Porsche Cayenne Coupé

У квітні 2023 року Cayenne було оновлено в середині циклу для 2024 модельного року. Помітні зміни включають нову компоновку приладової панелі, подібну до такої у Taycan, повністю цифрову 12,6-дюймову панель приладів і незначні модифікації екстер’єру капота, фар, бамперів, крил і багажника.
Матричні світлодіодні фари тепер є стандартним обладнанням у всьому модельному ряду, а HD Matrix LED є додатковими. HD Matrix LED має два модулі високої чіткості та понад 32 000 пікселів на фару, а точність пікселів блоків фар дозволяє вибірково блокувати частини дальнього світла.
Ревізії шасі цієї оновленої моделі включали перероблені амортизатори з двоклапанною технологією для окремих секцій стиснення та відскоку, які, як стверджували у Porsche, допоможуть запропонувати ширший діапазон продуктивності між комфортом їзди та керованістю.
Об'єм багажника Cayenne за задніми сидіннями складає 770 л. 

### Двигуни
Бензинові:
- 3.0 L Turbo VW EA839 V6 340 к.с. 450 Нм
- 2.9 L Twin-turbo VW EA839 V6 440 к.с. 550 Нм (S)
- 4.0 L Twin-turbo VW EA825 V8 460 к.с. 620 Нм (GTS)
- 4.0 L Twin-turbo VW EA825 V8 550 к.с. 770 Нм (Turbo)
- 4.0 L Twin-turbo VW EA825 V8 640 к.с. 850 Нм (Turbo GT)

Plug-in Hybrid:
- 3.0 L turbo VW EA839 V6 + Electric motor 462 к.с. 700 Нм (E-Hybrid)
- 4.0 L Twin-turbo VW EA825 V8 + Electric motor 680 к.с. 900 Нм (Turbo S E-Hybrid)
- 4.0 L Twin-turbo VW EA825 V8 + Electric motor 739 к.с. 950 Нм (Turbo E-Hybrid)